# Bukloh
Bukloh is een bestuurslaag in het regentschap Aceh Besar van de provincie Atjeh, Indonesië. Bukloh telt 376 inwoners (volkstelling 2010).